# Jules van Hessen
Jules van Hessen (Den Haag, 22 april 1959) is een Nederlands dirigent.

## Opleiding
Van Hessen speelde op zeer jonge leeftijd mee in Hofstads Jeugdorkest. Hij studeerde aan het Koninklijk Conservatorium in Den Haag, aanvankelijk alleen klarinet, maar stapte over naar orkestdirectie. Hij studeerde af in 1984 bij de docenten Pierre Stoll en Louis Stotijn met een concert met het Residentie Orkest. Verdere lessen volgde hij bij Lionel Friend, Edward Downes, Peter Eötvös en Karl Oesterreicher en privélessen bij Gennadi Roshdjestvensky. Van Hessen stond in de finale van de Internationale Dirigentencursus van de NOS in 1986 en 1988, waar hij les kreeg van respectievelijk Jean Fournet en Hiroyuki Iwaki.

## Prijzen en onderscheidingen
Van Hessen won in 1980 de Zilveren Bloem op het Internationale Dirigentenconcours van San Remo. In 1986 won hij de tweede prijs en de orkestprijs van de Deense Radio op het Nikolai Malko concours voor jonge dirigenten in Kopenhagen. Sindsdien wordt hij veel gevraagd door de Deense symfonieorkesten. Hij was ook prijswinnaar van het Igor Strawinsky concours in Graz, Oostenrijk, waar hij als afsluiting Le Sacre du printemps dirigeerde.
In 2017 werd van Hessen in een uitverkocht Concertgebouw na een uitvoering van de Achtste Symfonie van Mahler door de Amsterdamse locoburgemeester Simone Kukenheim tot Ridder in de Orde van Oranje Nassau geslagen. Aanleiding waren  onder meer zijn dertig jarig chef dirigentschap bij het Philips Symfonieorkest, zijn inzet als ambassadeur van klassieke muziek, zijn cultureel ondernemerschap  en vrijwillige werkzaamheden op het gebied van Joodse muziek.

## Symfonieorkesten
Van Hessen dirigeerde in Italië, Frankrijk, België, Denemarken, Engeland (BBC Philharmonic in Manchester in 1987), Duitsland, Oostenrijk, Mexico en de Verenigde Staten (San Francisco Chamber Orchestra). In Nederland stond hij voor de meeste professionele symfonieorkesten (onder andere debuteerde hij bij het Rotterdams Philharmonisch Orkest in 1992). In 1991 dirigeerde hij als eerste Nederlandse dirigent de twee grote symfonieorkesten in China: het Centraal Philharmonisch Orkest van China in Peking en het Shanghai Symfonie Orkest.
Van 1987 tot 2023 was Van Hessen de chef-dirigent van het Philips Symfonie Orkest in Eindhoven, waarmee hij een tournee maakte naar China als eerste Nederlandse symfonieorkest. Hij was dirigent van het Nederlands Studenten Orkest in 1992 (en assistent in 1984 en 1985).

## Muziektheater
Van Hessen dirigeerde opera's bij Opera Forum in Enschede en een aantal operahuizen in Duitsland. Sinds de oprichting in 1985 is hij muzikaal leider, ook van het Nederlands Theaterorkest waarmee hij onder andere de CD/DVD-productie Cantors- a Faith in Song maakte, die in de gehele Verenigde Staten op televisie is uitgezonden.

## Presentator
Van Hessen is ook actief als spreker bij bedrijven, waarbij hij zijn kijk geeft op leiderschap en samenwerking, gebruikmakend van zijn ervaringen als dirigent. 
Op NPO Radio 4 was hij presentator van het programma Viertakt op Zaterdag.
Van 2019 tot 2021 was hij coach van Tijl Beckand in het tv-programma Tijl en de Negende van Beethoven. 